# Gertrud Zelinsky

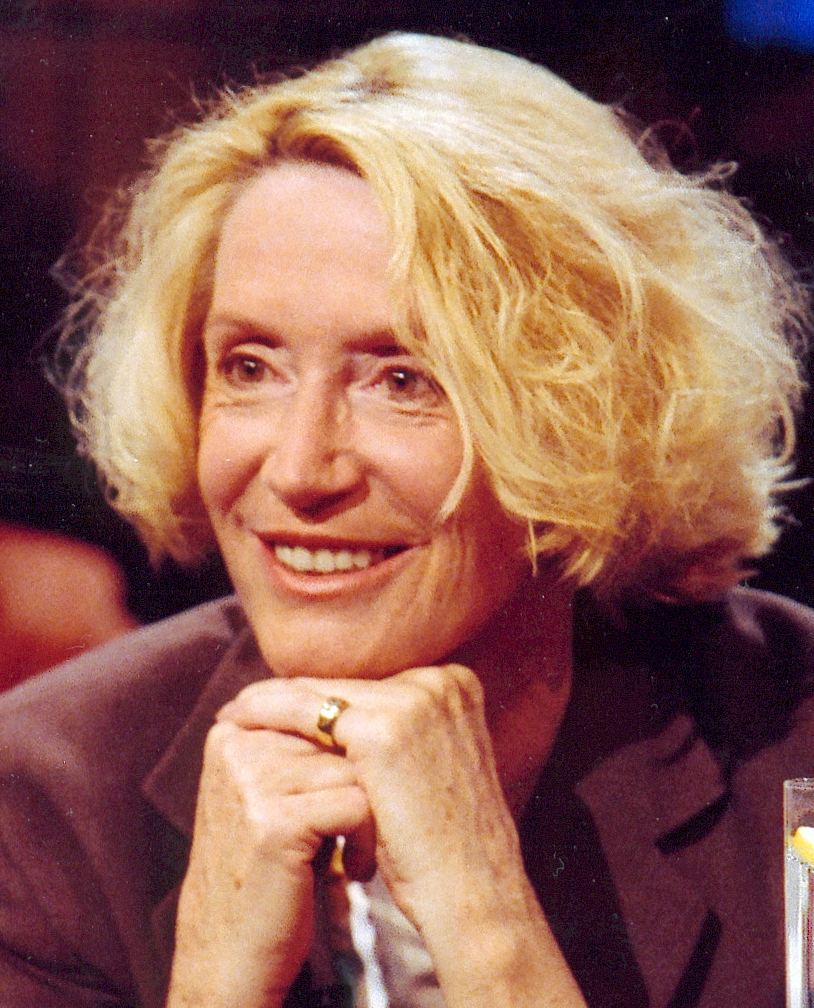
Gertrud Zelinsky

Gertrud Zelinsky (* 11. April 1937 in Laupheim) ist eine deutsche Schriftstellerin. Sie ist verwandt mit dem Dichter Stefan George (Großcousine) und mit dem Bochumer Theaterintendanten Saladin Schmitt.

## Werk
Das erste Buch von Gertrud Zelinsky (Kein Grund zur Panik. Leben und Lieben der reifen Frau) erschien im Jahr 1989, als die Autorin bereits 52 Jahre alt war. Acht weitere Titel folgten.

### Ratgeber
Im Jahr 1991 erschien ...und trotzdem liebe ich dich, 1993 folgte der Titel Mut zur Unbesonnenheit. Ich habe Lust auf Leben. Die schwierige Situation von Geschiedenen und Wiederverheirateten, die die katholische Kirche von den Sakramenten bis heute ausschließt, sind unter anderem Thema in Trotz allem bin ich Christ (1995). „Wir können die Kirche nur verändern, wenn wir in ihr bleiben“, so das Fazit der Autorin, die zu den Erstunterzeichnern des Kirchenvolksbegehrens gehörte. Mit dem Thema Glück und Glücklichsein beschäftigte sie sich unter anderem in ihrem Buch „Glücklichsein ist keine Frage des Alters“ (1999), „Für Frauen ist es nie zu spät. Unterwegs zu einem neuen Mann“ (2001) und „Freude ist wieder möglich. Was trauernde Frauen voneinander lernen können“.

### Romane
Zu ihrem 70. Geburtstag erschien ihr erster Roman Pfirsichhaut und Herbstzeitlose. Roman einer späten Liebe. Kosima, die Protagonistin des Romans, ist gerade 60 geworden, als sie von ihrem Mann verlassen wird. Auf der Nordseeinsel Wangerooge hofft sie ihr inneres Gleichgewicht wiederzufinden. Hier trifft sie auf den wesentlich jüngeren und attraktiven Hubertus, der mit seiner Schulklasse Ferien macht. Zwischen diesen beiden entspinnt sich ein Verhältnis, in dem Kosima – vielleicht zum letzten Mal in ihrem Leben, bevor sie „unsichtbar“ wird – eine Bestätigung ihres Frauseins erlebt. Die Affäre wird dadurch überschattet, dass Hubertus nicht frei ist; er steht kurz vor der Hochzeit mit der gleichaltrigen Maja.
Ihr zweiter Roman, "Maralenas Art zu lieben", wurde 2001 begonnen und erschien 2013, nach zwölf Jahren. Er schildert ein Frauenschicksal im Zeitraum vor dem Zweiten Weltkrieg bis in die 1970er Jahre: den Ausbruch einer jungen Frau aus der kleinbürgerlichen Enge der oberschwäbischen Provinz, ihre Suche nach der wahren Liebe mit allen Höhen und Tiefen: eine "Amour fou". Maralena Achstetter, die Protagonistin, erweist sich dabei als eine Effi Briest des 20. Jahrhunderts.

## Werke
- Kein Grund zur Panik. Leben und Lieben der reifen Frau, 1989 (4. Auflage 2002, Taschenbuch-Ausgabe 1991: Ullstein-Buch. 34788. Ullstein-Sachbuch)
- Und trotzdem liebe ich dich, 1991. ISBN 978-3-485-00632-3 (Taschenbuch-Ausgabe 1993: Ullstein-Buch. 35306. Partnerschaft)
- Mut zur Unbesonnenheit, 1993. ISBN 978-3-485-00685-9
- Trotz allem bin ich Christ, 1995. ISBN 978-3-485-00735-1
- Glücklich sein ist keine Frage des Alters, 1999. ISBN 978-3-485-00820-4
- Für Frauen ist es nie zu spät. Unterwegs zu einem neuen Mann, 2001. ISBN 978-3-485-00894-5
- Freude ist wieder möglich. Was trauernde Frauen voneinander lernen, 2006. ISBN 978-3-485-01093-1
- Pfirsichhaut und Herbstzeitlose. Roman einer späten Liebe, 2007. ISBN 978-3-00-020819-5 (5. Auflage), ISBN 978-3-921249-81-9 (E-Book)
- Othello und andere Bettgefährten. Abenteuer mit Katzen. Verlag LangenMüller 2012. ISBN 978-3-7844-3295-3
- Mein Niederstetten. Ein Spaziergang, 2012. ISBN 978-3-921249-61-1
- Maralenas Art zu lieben. Roman. Verlag LangenMüller 2013. ISBN 978-3-7844-3339-4